# Принсес Ройъл

Остров Принсес Ройъл (Кралска принцеса) (на английски: Princess Royal Island) е 4-тият по големина остров край западните брегове на Канада в Тихия океан. Площта му е 2251 км2, която му отрежда 34-то място сред островите на Канада. Административно принадлежи към канадската провинция Британска Колумбия. Необитаем.
Островът се намира край северното крайбрежие на Британска Колумбия. На изток дългият и тесен (минимална ширина 0,9 км) проток Принсес Ройъл го отделя от континента, на югоизток – протокът Толми (ширина 1,4 км) от остров Сара, а на юг- протокът Меърс, широк в най-тясната си част едва 120 м от остров Суиндъл. На югозапад, запад и северозапад поредица от протоци и заливи – проток Ларедо (ширина 2,4 км), заливите Кааманьо и Кампания и протока Уейл (ширина 3,4 км) го отделят съответно от по-малките острови Аристизабъл, Кампания и Гил. Като цяло формата му е почти овална с дължина от север на юг 83 км, а максималната му ширина достига до 45 км.
Бреговата линия с дължина 592 км е неравномерно разчленена. Западното крайбрежие е силно разчленено, като тук почти до средата на острова се врязват два дълги и тесни залива, то източното в общи линии е праволинейно.
По-голямата част на острова е хълмиста с максимална височина от 1104 м (връх Кануна Пик) в източната част. На острова има множество езера, по-големи от които са: Уелен, Дийр, Бютдейл, Анкор, Кануна, Арчи, Хелмскен и други.
Климатът е умерен, морски, влажен, предпоставка за пълноводни почти през цялата година къси реки. Голяма част от острова е покрит с гъсти иглолистни гори, които предоставят идеални условия за богат животински свят. Тук обитават на свобода елени, вълци, лисици, мечки гризли, черни мечки и уникалната, срещаща се само тук бяла (кремава) мечка, от която на острова живеят около 120 екземпляра.
През 1789 г. британският морски капитан Чарлз Дънкан пръв плава през протоците Принсес Ройъл и Толми и кръщава новооткрития остров и протока между него и континента на името на своя кораб Princess Royal. Три години по-късно, през 1792 г. испанският мореплавател Джасинто Кааманьо (1759-1825) открива островите Гил, Кампания и Аристизабъл и протока Уейл, заливите Кампания и Кааманьо и протока Ларедо, отделящи ги от остров Принсес Ройъл.
Сега островът е необитаем, но в миналото на него е имало две селища, в които са живели над 1000 души. Първото – Сърф Инлет (Порт Белмон) е съществувало в периода 1918-1926 г., когато се експлоатира богатото медно находище на острова. Второто – Бютдейл (53°09′02″ с. ш. 128°42′01″ з. д. / 53.150556° с. ш. 128.700278° з. д.) е било рибарско селище с рибоконсервна фабрика, като в него са живели около 400 души, но в средата на 50-те години на XX в. е напуснато.
|  | Тази страница частично или изцяло представлява превод на страницата „Принсесс-Ройал“ в Уикипедия на руски. Оригиналният текст, както и този превод, са защитени от Лиценза „Криейтив Комънс – Признание – Споделяне на споделеното“, а за съдържание, създадено преди юни 2009 година – от Лиценза за свободна документация на ГНУ. Прегледайте историята на редакциите на оригиналната страница, както и на преводната страница, за да видите списъка на съавторите. ВАЖНО: Този шаблон се отнася единствено до авторските права върху съдържанието на статията. Добавянето му не отменя изискването да се посочват конкретни източници на твърденията, които да бъдат благонадеждни. |